# Đau hông
Đau hông là trải nghiệm đau ở các cơ hoặc khớp ở vùng hông / vùng chậu, một tình trạng thường phát sinh từ bất kỳ một số yếu tố nào. Đôi khi nó liên quan chặt chẽ với cơn đau lưng dưới.

## Nguyên nhân
Nguyên nhân gây đau xung quanh khớp hông có thể là đau khớp trong khớp, ngoài khớp, hoặc được gọi là đau từ các cấu trúc lân cận, chẳng hạn như khớp xương khớp, cột sống, cuống họng, hoặc ống bẹn.
Nguyên nhân thường gặp bao gồm:
Viêm bao hoạt dịch trochanteric, gây ra bởi viêm bursa trochanteric của hông ngoài, thường ảnh hưởng đến cả hai hông
Viêm khớp hông, thoái hóa khớp hông do hoại tử xương, chấn thương, nhiễm trùng huyết, viêm khớp dạng thấp hoặc dị tật giải phẫu
Meralgia paresthetica, một rối loạn thần kinh mạn tính của dây thần kinh da đùi bên, phổ biến nhất trong số những người đang mang thai hoặc bị tiểu đường
Hoại tử vô mạch, tế bào chết của mô xương trong khớp hông mang lại bởi tắc mạch máu hoặc đông máu đó là kết quả của tuổi già, nghiện rượu, chấn thương,
bệnh giải nén, hoặc một số nguyên nhân có thể khác; điều trị thường là thay thế toàn bộ hông
Rạn nứt hông, một vết nứt tốt ở đâu đó trong ổ cắm hông, thường gặp ở phụ nữ lớn tuổi và những người bị loãng xương, thường chỉ ở một bên hông
Hông kêu, một tình trạng gây ra bởi rách hông, thường chỉ xảy ra ở một bên hông; có thể được đi kèm với một âm thanh răng rắc khi khớp hông được di chuyển
Bệnh Paget, xương bị mở rộng hoặc biến dạng của hông, một rối loạn di truyền; đau thường ở cả hai hông đồng thời